# ماركوس فييرز
ماركوس إدوارد فييرز عالم فيزيائي سويسري ولد في20 يونيو 1912 وتوفي في 20 يونيو 2006. ساهم في تطوير نظرية الكم وفيزياء الجسيمات والميكانيكا الإحصائية. حصل على الميدالية ماكس بلانك في عام 1979 وأيضاً قلادة ألبرت أينشتاين في عام 1989.

## حياته العلمية
والد فييرز هانز إدوارد فييرز عالم كيميائي واستاذا في (إيث زوريش).درس ماركوس فييرز في زيورخ وفي عام 1931 بدأ دراسته في جامعةغوتينغن، في عام 1933 عاد إلى زيورخ ودرس الفيزياء في إيث تحت فولفغانغ باولي وغريغور ونتزيل. في عام 1936 حصل على درجة الدكتوراه في أطروحته على كوارث الأشعة تحت الحمراء في الكهرومغناطيسية الكم. بعد ذلك ذهب إلى عالم فيرنر هايزنبرغ في لايبزيغ، وفي عام 1936 أصبح مساعد لفولفغانغ باولي في زيوريخ. للحصول على مؤهل علمي له في عام 1939، لديه العديد من الأبحاث في عدة مجالات أهمها النظرية النسبية ونظرية الاحتمالات. الالكتروديناميك الكم. في عام1943 عين أستاذ مساعد. من 1944 إلى 1959 كان أستاذا للفيزياء النظرية في بازل. في عام 1950 كان في معهد الدراسات المتقدمة في برينستون. في عام 1959 أصبح خليف معلمه باولي في إيث. في عام 1977 تقاعد وعيين من قبل الجامعة أستاذ فخري. عمل أيضا على نظرية الجاذبية.

## أبحاثه
- النظرية النسبية.
- نظرية الاحتمالات.
- الالكتروديناميك الكم.
- الفيزياء النظرية.[2]

## الجوائز
- ميدالية ماكس بلانك
- قلادة ألبرت أينشتاين

## وصلات خارجية
- "Physics Today" obituary